# Плевел многоцветковый
Пле́вел многоцветко́вый (лат. Lólium multiflórum), также итальянский райграс, райграс многоукосный, — кормовой злак, вид рода Плевел (Lolium).
Однолетнее или двулетнее дерновинное растение с плоскими сложными колосьями. Нижние колосковые чешуи намного меньше колосков по длине.

## Ботаническое описание

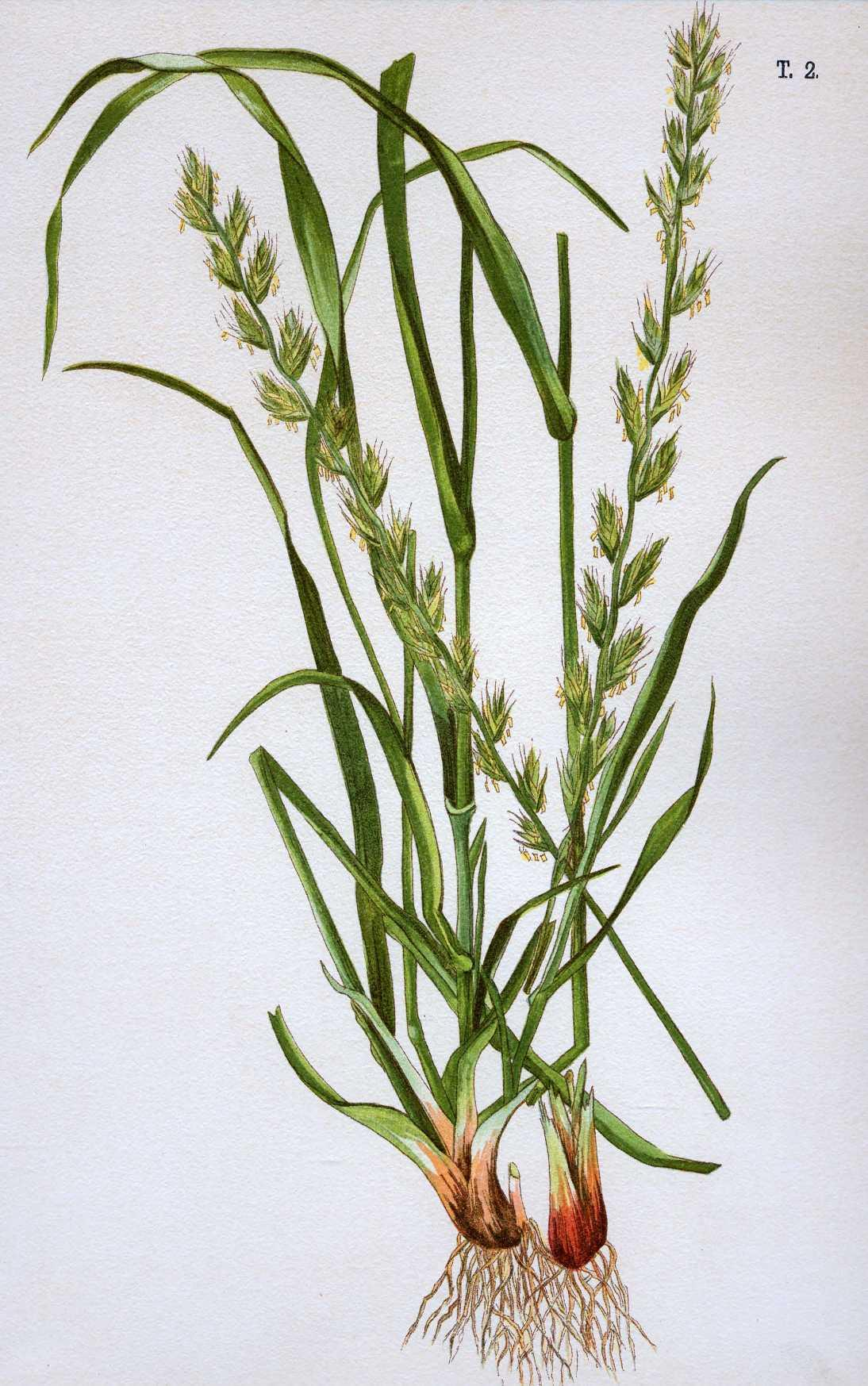
Ботаническая иллюстрация

Однолетнее или двулетнее растение с одиночными или собранными в плотную дерновинку стеблями 20—65(100) см высотой, ближе к основанию иногда разветвлёнными, с 2—5 узлами, под соцветием нередко шероховатыми.
Листья 6—25 см длиной и до 1 см шириной, линейные, голые, плоские, в почкосложении свёрнутые, по краям и сверху шероховатые, реже голые, с верхней стороны более светлые, чем с нижней, в основании с узкими ушками. Язычок плёнчатый, до 2 мм длиной, с бахромчатым краем.
Соцветие — сложный колос 10—30 см длиной, прямостоячее или поникающее, уплощённое, с шероховатой осью, иногда с фиолетовым оттенком. Колоски 8—25 мм длиной, сидячие, очерёдные, в двух рядах по противоположные стороны от оси колоса, плоские, продолговатые, с 5—15 цветками. Верхняя колосковая чешуя намного короче колоска, с 4—7 жилками, гладкая, продолговатая или продолговато-ланцетная, на верхушке от притупленной до острой. Нижняя колосковая чешуя имеется только у верхушечного колоска, сходная с нижней. Нижняя цветковая чешуя 5—8 мм длиной, продолговатая или продолговато-ланцетная, на верхушке тупая или с двумя зубцами, без киля, с 5 жилками, гладкая или едва шероховатая, с прямой остью до 1 см длиной, отходящей почти из верхушки чешуи, редко безостая. Верхняя цветковая чешуя с двумя килями, равна по длине нижней. Пыльники 3—4,5 мм длиной.
Зерновки скрыты в затвердевающих цветковых чешуях.

## Распространение и экология
Естественный ареал — Центральная и Южная Европа, Северо-Западная Африка, Юго-Западная Азия. В настоящее время широко распространён в умеренном поясе на всех континентах. Встречается на равнинах — на лугах, по берегам рек, у дорог, как сорное в посевах.
Размножается семенами и побегами. Семена сохраняют нормальную всхожесть не менее 3—4 лет. Начинают прорастать при 5—6 °С, а дружные всходы появляются при 8—10 °С. Растение ярового типа развития, хотя в посевах могут встречаться растения и озимого типа. Вегетационный период длится 75—85 дней. В течение вегетации кустится почти непрерывно. Растёт на разных типах почв - плодородных, рыхлых, обеспеченных влагой, легких и не сильно кислых.

## Значение и применение
На пастбище поедается в течение всего периода вегетации всеми видами животных. Даёт мягкий и питательный корм, а при покосе наилучшее тонкое сено. В благоприятных условиях прирост растения достигает 5 см в день. Быстро развивается после посева и даёт 3—4 укоса при достаточном обеспечении влагой. В Англии однажды было получено 9 укосов за одно лето. Урожайность может достигать 40—60 центнеров с гектара, а при культуре на семена 1,5—3 центнера семян с гектара. Представляет интерес в районах с мягкой зимой и умеренным влажным летом. Перспективно для выращивания на Северном Кавказе, Закавказье, Киргизии, в предгорных районах Западной Украины.
В культуре имеется подвид — райграс вестервольдский Lolium multiflorum var. westerwoldicum, который по биологическим, экологическим и хозяйственным свойствам похож на плевел многоцветковый, но отличается от него большей скороспелостью и однолетностью.
Сорное растение в посевах озимых и яровых злаков, а также в посевах рапса, льна, овощных и плодовых культур.

## Таксономия

### Синонимы
- Lolium boucheanum Kunth, 1834
- Lolium gaudinii Parl., 1848, nom. inval.
- Lolium italicum A.Braun, 1834, nom. inval.
- Lolium lesdainii Sennen, 1928, nom. inval.
- Lolium multiflorum var. westerwoldicum Wittm., 1922
- Lolium perenne subsp. multiflorum (Lam.) Husn., 1899
- Lolium perenne var. multiflorum (Lam.) Thuill. ex Bastard, 1809
- Lolium temulentum var. multiflorum (Lam.) Kuntze, 1891

и другие.